# Epe (Paesi Bassi)
Epe  è una municipalità dei Paesi Bassi di 32 892 abitanti situata nella provincia della Gheldria.